# Święty Barnaba
Święty Barnaba, gr. Βαρνάβας (zm. 61), urodzony jako Józef – według Dziejów Apostolskich zaliczany do grona apostołów w szerszym znaczeniu, święty katolicki i prawosławny. Święty ten wymieniany jest w Communicantes I Modlitwy Eucharystycznej (Kanonu rzymskiego).

## Życiorys
Urodzony na Cyprze Żyd, z rodu Lewiego, kuzyn św. Marka Ewangelisty (Kol 4,10). Po nawróceniu św. Pawła, ten zaopiekował się nim i przedstawił go innym apostołom (Dz 9,27).

Barnaba był jednym z opiekunów i nauczycieli Kościoła rozwijającego się w Antiochii, a potem misjonarzem na Cyprze i w Azji Mniejszej (Dz 13,13-14), podróżował wraz ze św. Markiem i św. Pawłem, m.in. niosąc pomoc dotkniętej głodem Judei (Dz 11,27-30). Brał udział w pierwszym soborze w Jerozolimie (Dz 15,1-29).
Przypisywano mu autorstwo Listu do Hebrajczyków, a także apokryficznych Dziejów Barnaby, Listu Barnaby, Ewangelii Barnaby, wyrażającej wizję postaci i życia Jezusa bliską islamowi. Żadna z tych hipotez nie znalazła potwierdzenia.
Według tradycji został ukamienowany ok. 61 w Salaminie na Cyprze. Uznawany jest za pierwszego arcybiskupa Cypru.

## Kult
W ikonografii przedstawiany jest z atrybutami: stosem lub płomieniami.
Jego wspomnienie liturgiczne w Kościele katolickim obchodzone jest 11 czerwca.
Cerkiew prawosławna wspomina apostoła Barnabę dwukrotnie:
- 11/24 czerwca[3], tj. 24 czerwca według kalendarza gregoriańskiego,
- 4/17 stycznia (Sobór siedemdziesięciu apostołów), tj. 17 stycznia.